# Уаиракеи

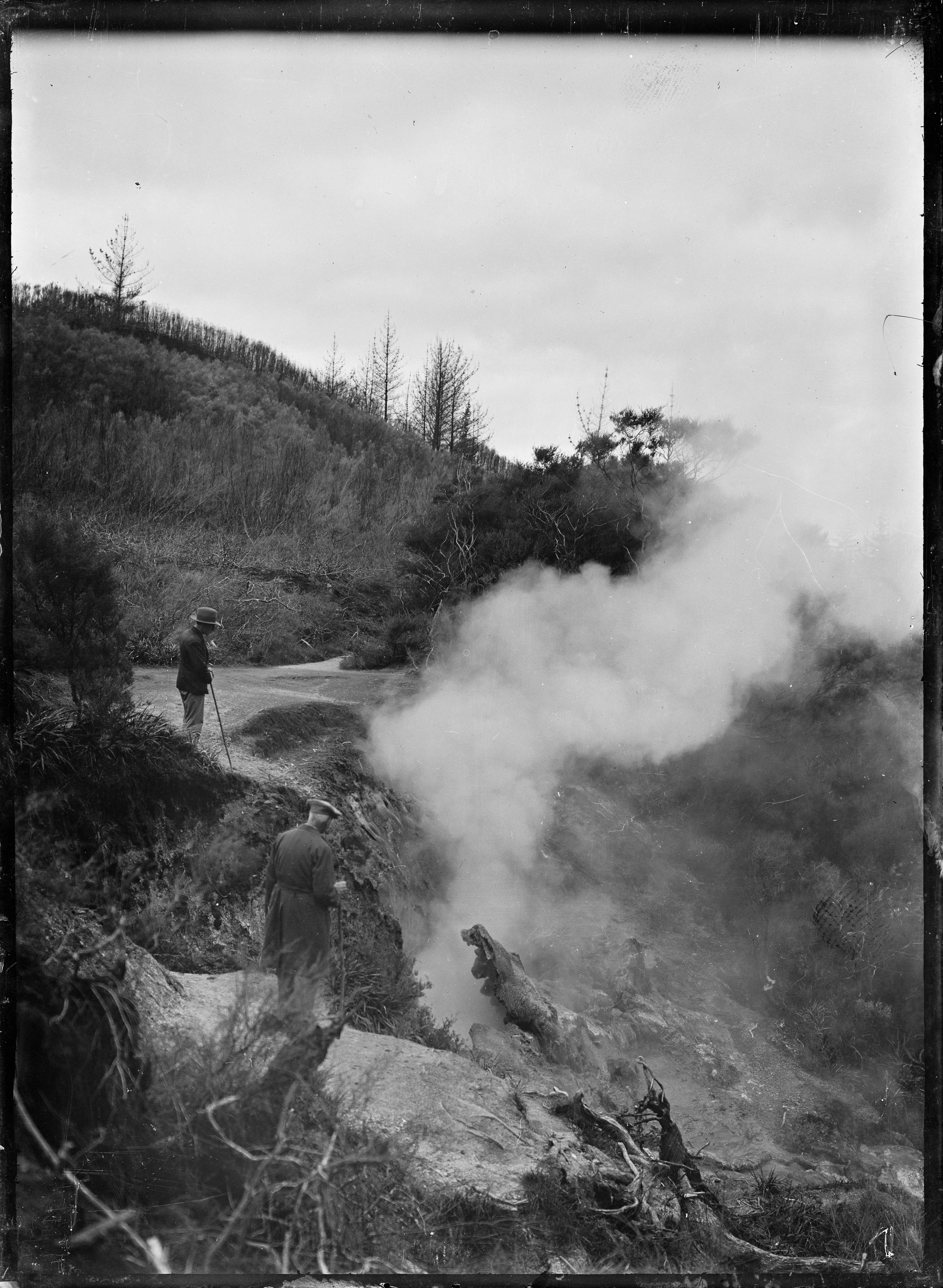
Гейзер «Пасть дракона»

Уаиракеи (англ. Wairakei) — небольшой посёлок и геотермальная зона в нескольких километрах к северу от Таупо, в центре Северного острова Новой Зеландии, на реке Уаикато. Он является частью вулканической зоны Таупо и имеет несколько природных гейзеров, горячих бассейнов и кипящих грязевых вулканов. Здесь построена крупная геотермальная электростанция Уаиракеи.
Станция была вторым крупномасштабным геотермальным объектом в мире и была введена в эксплуатацию в 1958 году. Она была включена в книгу «70 чудес современного мира», опубликованную в 2000 году издательством «Ридерз Дайджест» и посвященную «Насыщенному событиями XX веку»1999.
Посёлок, названный Уаиракеи-Вилладж, был построен для размещения работников как электростанции Уаиракеи, так и соседней гидроэлектростанции Аратиатиа.

## Демографические данные
В статистическом районе Уаиракеи-Бродлендс, площадь которого (410 км²) значительно больше села Уаиракеи, по данным переписи населения Новой Зеландии 2018 года проживало 1236 человек, что на 84 человека (7,3 %) больше, чем по данным переписи 2013 года, и на 144 человека (13,2 %) больше, чем по данным переписи 2006 года. Имелось 387 домохозяйств. Мужчин было 648, женщин — 588, то есть соотношение полов составляло 1,1 мужчины на одну женщину. Средний возраст составлял 31,9 лет (по сравнению с 37,4 годами по стране), 315 человек (25,5 %) в возрасте до 15 лет, 261 (21,1 %) в возрасте от 15 до 29 лет, 555 (44,9 %) в возрасте от 30 до 64 лет и 105 (8,5 %) в возрасте 65 лет и старше.
Этническая принадлежность: 74,8 % — европейцы/пакеха, 36,7 % — маори, 4,4 % — тихоокеанцы, 3,6 % — азиаты и 1,9 % — другие этнические группы (общее число превышает 100 %, так как люди могут относиться к нескольким этническим группам).
Доля людей, родившихся за границей, составила 12,9 %, по сравнению с 27,1 % по стране.
Хотя некоторые люди отказались назвать свою религию, 64,1 % не исповедуют никакой религии, 22,3 % являются христианами, 1,2 % — индуистами, 0,2 % — мусульманами, 0,2 % — буддистами и 3,4 % исповедуют другие религии.
Из тех, кому не менее 15 лет, 75 (8,1 %) человек имели степень бакалавра или выше, а 210 (22,8 %) человек не имели формальной квалификации. Средний доход составлял $32 700, по сравнению с $31 800 по стране. Статус занятости лиц в возрасте не менее 15 лет был следующим: 516 (56,0 %) человек работали полный рабочий день, 138 (15,0 %) — неполный рабочий день и 51 (5,5 %) — безработный.
Население деревни Уаиракеи в переписи 2018 года составляло 510 человек, что на 57 человек больше, чем в 2013 году. Мужчин было 270, женщин — 240. 246 человек (48 %) идентифицировали себя как маори.

## Образование
Уаиракейская школа — государственная начальная школа совместного обучения, с численностью учащихся 347 человек по состоянию на март 2022 года. Школа открылась в 1959 году.

## Знаменитые люди
- Луиза Реннисон[англ.], жила здесь в подростковом возрасте[8].